# Edward Drążek
Edward Drążek (ur. 8 kwietnia 1935 w Grabowicy) – polski działacz partyjny i państwowy, w latach 1976–1980 wicewojewoda zamojski.

## Życiorys
Syn Wojciecha. Absolwent studiów ekonomicznych w Wyższej Szkole Ekonomicznej w Krakowie i rocznego kursu w Centralnej Szkole Partyjnej. Od 1955 członek PZPR, od 1955 do 1957 instruktor w Wydziale Organizacyjnym prezydium Powiatowej Rady Narodowej w Tomaszowie Lubelskim. Był później członkiem egzekutywy Komitetu Powiatowego PZPR, zastępcą członka Komitetu Wojewódzkiego PZPR w Lublinie i przewodniczącym prezydium Powiatowej Rady Narodowej w Tomaszowie Lubelskim. W latach 1971–1975 I sekretarz Komitetu Powiatowego PZPR w tym mieście, w latach 1975–1980 członek Komitetu Wojewódzkiego PZPR w Zamościu, do 1976 kierował w nim Wydziałem Ekonomicznym. Od 1976 do 1980 pozostawał wicewojewodą zamojskim, potem do 1981 pracował w Wojewódzkiej Spółdzielni Mieszkaniowej. Następnie przeniósł się do Nowego Sącza.